# بيتر بارتون (ممثل)
بيتر بارتون (بالإنجليزية: Peter Barton)‏ مواليد 19 يوليو 1956 في فالي ستريم، نيويورك، هو ممثل أمريكي.

## الأعمال

### أفلام
- يوم الجمعة الثالث عشر: الفصل النهائي
- قارب الحب
- ذا ينغ أند ذا رستلس
- ذا بولد أند ذا بيوتيفول
- المحيط الهادي الأزرق
- بيواتش
- فاميلي فيود

## روابط خارجية
- بيتر بارتون على موقع IMDb (الإنجليزية)
- بيتر بارتون على موقع أول موفي (الإنجليزية)
- بيتر بارتون على موقع إن إن دي بي (الإنجليزية)
- بيتر بارتون على موقع قاعدة بيانات الفيلم (الإنجليزية)